# Nierodzim
Nierodzim – osiedle (jednostka pomocnicza) miasta Ustroń (nr 9), dawniej wieś, od 1 stycznia 1973 r. w granicach Ustronia. Leży w dolinie Wisły, przy drodze Skoczów – Ustroń.
Nazwa wsi jest dzierżawcza od imienia Nierodzim.

## Historia
Wzmiankowane po raz pierwszy w 1439 r. Politycznie wieś znajdowała się wówczas w granicach księstwa cieszyńskiego, będącego lennem Królestwa Czech, a od 1526 r. w wyniku objęcia tronu czeskiego przez Habsburgów wraz z regionem aż do 1918 r. w monarchii Habsburgów (potocznie Austrii).
Według zapisków z wizytacji kościelnej z 1688 r. pierwszy tutejszy kościół został wzniesiony przez protestantów, a więc w II poł. XVI albo w I poł. XVII w. 18 kwietnia 1654 r., w szczytowym okresie kontrreformacji, został on przejęty przez katolików. W XVIII w. świątynię rozebrano. Nowy, do dziś istniejący kościół pw. św. Anny został ufundowany przez Antoniego Goczałkowskiego i konsekrowany w 1769 r. W 1782 r. Nierodzim liczył 90 katolików i 54 protestantów.
W 1900 r. Nierodzim stanowił samodzielną gminę obejmującą również Bładnice Górne o powierzchni 426 hektarów i liczbie mieszkańców 640 zamieszkałych w 72 budynkach, z tego w samym Nierodzimiu bez Bładnic Górnych mieszkało 518 osób w 58 domach. 239 (46,1%) mieszkańców było katolikami, 272 (52,5%) ewangelikami a 7 (1,4%) wyznawcami judaizmu, 511 (98,6%) polsko- a 7 (1,4%) niemieckojęzycznymi. Według spisu z 1910 r. Nierodzim (bez Bładnic Górnych) miał już 539 mieszkańców zamieszkałych w 63 budynkach, z czego 529 (98,1%) było polsko- a 10 (1,9%) niemieckojęzycznymi, 233 (43,2%) było katolikami, 300 (55,7%) ewangelikami a 6 (1,1%) żydami.
Wieś rozwijała się w cieniu Skoczowa, stając się z czasem żywym ośrodkiem garncarstwa w regionie. Tradycje rzemiosła ceramicznego, zanikłe po II wojnie światowej, podjęła miejscowa cegielnia, produkująca oprócz cegły również bogaty asortyment ceramiki budowlanej. W 1972 r. uruchomiono w Nierodzimiu Zakład Mechanizacji Produkcji Zwierzęcej i Przemysłu Rolnego "Meprozet", produkujący sprzęt rolniczy, głównie do melioracji i nawadniania (deszczownie). Największym zakładem jest obecnie znana z produkcji kawy, kakao i herbaty firma "Mokate".
W latach międzywojennych w Nierodzimiu działał ośrodek szkoleniowy Związku Harcerstwa Polskiego. W latach 1933–1935 tutejszą Szkołę Instruktorów Zuchowych, w której organizowano kursy dla nauczycieli z całej Polski, prowadził doświadczony działacz harcerski Aleksander Kamiński. Obok kursów organizowane były tu "doświadczalne" kolonie zuchowe dla dzieci z ubogich rodzin z Górnego Śląska. Częstym gościem w ośrodku bywał rozpoczynający karierę literacką Gustaw Morcinek. W 1937 r. Szkoła została przeniesiona do nowego męskiego ośrodka harcerskiego "Na Buczu" w Górkach Wielkich.
W latach 1954–1972 wieś należała i była siedzibą władz gromady Nierodzim.

## Zabytki
- kościół św. Anny – zabytkowy, drewniany kościół z XVIII w.

## Postacie związane z Nierodzimiem
- Bracia Adrian i Mieczysław Sikora.
- Józef Mrózek
- Jan Woś